# 发羌入藏
发羌入藏是有关中国青藏高原藏族祖先族源的一个史学观点，即认为藏族的祖先是古羌人。

## 历史
在青藏高原東南部地區，藏族早期的神話傳説認為藏人起源于東方，即今四川、西藏、青海相鄰地區。西藏的歷史記載中還提到古羌人與西藏米博懂氏的血緣關係。故有觀點認為藏族起源于羌人。
发羌是古羌人部落的一支。大約晋朝左右，“发羌”的後裔退入青藏高原。在6世紀以前，整個西藏高原都分布著很多小國家和部族，多說藏語，也有羌人與鮮卑人的後代。這些部落後來合併為12個小邦，其中以位於山南地區雅隆河谷的羌族的一支最為強大，不但統一了諸邦，而且後來還建立了吐蕃王朝。